# Gamtel Football Club
Il Gamtel Football Club è una società calcistica con sede a Banjul in Gambia.
Il club milita nella First Division gambiana.
Il Gamtel e il Wallidan Football Club detengono il record di aver vinto per quattro anni di seguito la coppa di Gambia.

## Stadio
Il club gioca le gare casalinghe al Serrekunda East Mini-Stadium che ha una capacità di 10000 posti a sedere.

## Palmarès

### Competizioni nazionali
- Gambia First Division: 2

2014-2015, 2017-2018
- Gambian Cup: 4

2010, 2011, 2012, 2013

## Organico

### Rosa 2012
| N. |                   | Ruolo | Calciatore                  |
| -- | ----------------- | ----- | --------------------------- |
| 1  | Gambia (bandiera) | P     | Emmanuel Iffany Ogugde      |
|    | Gambia (bandiera) | P     | Chukwuemeka Emmanuel Sunday |
|    | Gambia (bandiera) | D     | Ohi Isaac Aileme            |
|    | Gambia (bandiera) | D     | Adewale Oluwafemi Sapara    |
|    | Gambia (bandiera) | D     | Emmanuel Godwin             |
|    | Gambia (bandiera) | D     | Matar Nyan (capitano)       |
|    | Gambia (bandiera) | C     | Sarta Jarjusey              |

| N. |                   | Ruolo | Calciatore        |
| -- | ----------------- | ----- | ----------------- |
|    | Gambia (bandiera) | C     | Abdoulie Touay    |
|    | Gambia (bandiera) | C     | Kemo Bojang       |
|    | Gambia (bandiera) | C     | Ali Sowe          |
|    | Gambia (bandiera) | C     | Modou Sarr        |
|    | Gambia (bandiera) | A     | Assan Ceesay      |
|    | Gambia (bandiera) | A     | Ousainou Mané     |
|    | Gambia (bandiera) | A     | Malamin Singhateh |